# Civica raccolta d'arte, storia e cultura
La Civica raccolta d'arte, storia e cultura di Castelplanio (AN) è ospitata al piano nobile del palazzo comunale, già dei conti Fossa Mancini. In esso si conservano stucchi, tele e affreschi settecenteschi, epigrafi romane e medievali, un affresco staccato di Andrea da Jesi (XV secolo).
È presente inoltre un'importante collezione di grafica contemporanea donata da Brenno Bucciarelli (1918 - 1988), editore d'arte nato a Castelplanio; vi compaiono incisioni di alcuni dei più celebri artisti del Novecento come Bruno da Osimo, Virgilio Guidi, Luigi Bartolini.
Una sezione è stata poi dedicata alle antiche confraternite religiose e contiene oggetti di culto, suppellettili processionali e una suggestiva ricostruzione dell'altare tridentino.
Dal 22 luglio 2006 nei locali della Civica Raccolta si trova esposta la sommatrice meccanica Fossa Mancini, inventata e brevettata nel 1897 da Carlo Fossa Mancini, donata dagli eredi Zucchi/Zannotti. Nel sito del comune di Castelplanio, eventi 2006, è trascritta la relazione del convegno dedicato all'invenzione.
Al museo è annessa una enoteca comunale nella quale è possibile degustare ed acquistare i migliori vini della Vallesina.